# Truancy: The Very Best of Pete Townshend
Truancy: The Very Best of Pete Townshend è un album di raccolta del musicista britannico Pete Townshend, pubblicato nel 2015.

## Tracce
1. Pure And Easy
2. Sheraton Gibson
3. (Nothing Is Everything) Let's See Action
4. My Baby Gives It Away
5. A Heart To Hang Onto
6. Keep Me Turning
7. Let My Love Open The Door
8. Rough Boys
9. The Sea Refuses No River
10. Face Dances (Part 2)
11. White City Fighting
12. Face The Face
13. I Won't Run Anymore
14. English Boy
15. You Came Back
16. Guantanamo
17. How Can I Help You